# Teluk Santong
Teluk Santong is een bestuurslaag in het regentschap Sumbawa van de provincie West-Nusa Tenggara, Indonesië. Teluk Santong telt 2733 inwoners (volkstelling 2010).